# Henschel Typ Phönix
Die Tagebaulokomotiven Henschel Typ Phönix waren drei Tenderlokomotiven der Bauart Kitson-Meyer, die von der Lokomotivfabrik Henschel in Kassel 1939 gebaut wurden. Sie wurden vom Zweiten Weltkrieg bis in die 1950er Jahre im Abraumbetrieb des Tagebaus Phönix im Altenburger Land eingesetzt und sind heute nicht mehr erhalten.

## Geschichte

### Vor 1945

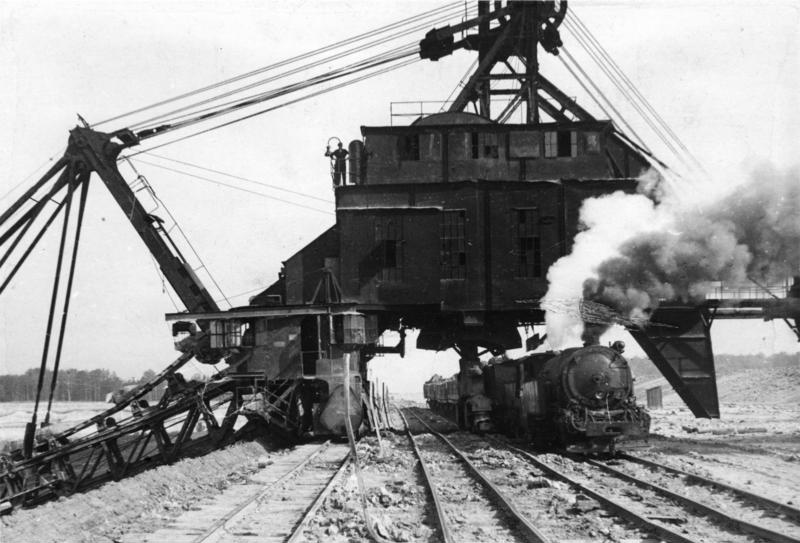
Foto der Lokomotive im Abraumbetrieb um 1949

Der Tagebau Phönix im Meuselwitz-Altenburger Braunkohlerevier verwendete nach der Neuanlage 1935 ausschließlich Dampflokomotiven im Abraumbetrieb. Anfangs wurden zweiachsige Lokomotiven mit einer Dienstmasse von 26 t, später dreiachsige mit einer Dienstmasse von 28 t verwendet. Um den Abraumbetrieb im Dampfbetrieb weiter zu stärken, waren vierachsige Lokomotiven notwendig, die aber in herkömmlicher Bauweise auf Grund der Achslastbeschränkung der Tagebaugleise nicht beschafft werden konnten.
Henschel hatte Erfahrungen im Bau von Gelenklokomotiven und bot dem Tagebaubetrieb eine Lokomotive der Bauart Kitson-Meyer für den Abraumbetrieb an. 1939 wurden drei Lokomotiven mit der Achsfolge B’B’ in Dienst gestellt. Da sich die Lokomotiven im Probebetrieb auf Steigungen bis 25 ‰ bewährten, plante der Tagebau, eine weitere Lokomotive zu bestellen. Henschel hatte bereits die Fabriknummer 24295 für die zusätzliche Lokomotive reserviert, die jedoch aufgrund der vorrangigen Fertigung der Kriegslokomotiven nicht gebaut werden konnte.
Die Lokomotiven fuhren an sechs Tagen in der Woche täglich 180 km, wobei sie die eine Hälfte der Strecke mit beladenem, die andere Hälfte mit leerem Zug zurücklegten. Zu Beginn bestanden die Züge aus 12 vierachsigen Abraumwagen mit einer Gesamtmasse von 490 t. Ein Versuchszug mit 16 Abraumwagen und einer Gesamtmasse von 600 t, bei dem lediglich in einem Abschnitt mit 25 ‰ Steigung eine Schiebelokomotive unterstützte, bewies die Leistungsfähigkeit der Lokomotiven. In der Folge wurden die Züge auf 15 Wagen verlängert.

### Nach 1945
Nach dem Krieg wurden die Werkanlagen Sächsisch-Thüringische Industriegemeinschaft GmbH und waren deshalb von Demontagen zu Reparationsabgaben verschont. Die Gelenklokomotiven von Henschel waren danach noch bis 1952 im Abraumbetrieb eingesetzt. In der Zeit wurde auch der Abraumbetrieb bei Phönix elektrifiziert und mit Lokomotiven von AEG, die vor Kriegsende nicht geliefert werden konnten, ausgestattet. Der letzte Einsatzbeleg für die Henschel-Dampfloks stammt aus dem Jahr 1951, als bei der Lok 10 eine neue Feuerbüchse eingebaut wurde. 1958 wurden nur noch Dampflokomotiven von Linke-Hoffmann einsatzfähig gemeldet.

## Technik
Der als Brückenrahmen ausgebildete Hauptrahmen war im Bereich des Führerhauses stark nach unten eingezogen, um dieses mit entsprechender Geräumigkeit auszustatten und die Durchfahrhöhe unter den Baggern noch zu gewährleisten. Er stützt sich auf zwei zweiachsigen Drehgestellen mittels kugeligen Drehzapfen ab und verleiht der Lok dadurch genügend Bewegungsfreiheit nach allen Seiten. Der Kessel war mit 1530 mm Durchmesser recht groß gestaltet. Durch die Rahmenkonstruktion konnte er mit einer tiefen Feuerbüchse ausgestattet werden, unter der noch genügend Platz für einen Aschkasten mit entsprechendem Bodenraum für die unebenen Gleise war. Wegen der Verwendung von Braunkohle wurde eine Stahlfeuerbüchse verwendet. Die ersten beiden Lokomotiven erhielten eine Heusinger-Steuerung, die dritte Lok erhielt eine Henschel-Dampfölumsteuerung. Diese war für das Bedienpersonal mit einer leichteren Umsteuerung verbunden.
Die Zylinder waren an den äußersten Enden der Triebdrehgestelle angeordnet und waren für die Zugkraft von 120 kN entsprechend dimensioniert. Die Bauart der Lokomotive bedingte die Zuführung des Frischdampfes zu den Zylindern und von diesen zum Blasrohr mit gelenkigen Rohrleitungen.
Als Hilfseinrichtungen besaß die Lok zwei nicht-selbstansaugende Injektoren für die Kesselspeisung und eine elektrische Beleuchtung. Ein Turbogenerator mit einer Leistung 500 W versorgte ein  24 V-Netz, mit dem der Frontscheinwerfer, die Triebwerksbeleuchtung und die Führerstandbeleuchtung betrieben wurde. Eine Verbundluftpumpe versorgte die Druckluftbremse, die auf alle Achsen der Lokomotive wirkte, sowie die Indirekte Bremse für den Wagenzug. Die Handbremse wirkte auf die beide Achsen des hinteren Drehgestells.